# برة العبدرية
برة بنت أبي تجراة العبدرية صحابية روت عن الرسول محمد في السعي، وعنهـا روت صفية بنت شيبة، وعميرة بنت عبدالله بن كعب.